# Дикая синяя даль
«Дикая синяя даль» (англ. Wild Blue Yonder) — вторая серия среди специальных выпусков к 60-летию британского телесериала «Доктор Кто». Премьера состоялась 2 декабря 2023 года на телеканале BBC One в Великобритании и на стриминговом сервисе Disney+ в остальном мире. Сценарий к данному эпизоду написал главный сценарист и исполнительный продюсер Расселл Ти Дейвис, в качестве режиссёра выступил Том Кингсли.
Роль Четырнадцатого Доктора исполнил актёр Дэвид Теннант, который ранее уже появлялся в сериале в качестве десятого воплощения персонажа, роль его спутницы Донны Ноубл сыграла Кэтрин Тейт. Согласно сюжету герои аварийно сели на неизвестный корабль после поломки ТАРДИС, и им нужно найти способ выбраться оттуда.

## Сюжет
После пролитого на ТАРДИС кофе Донна и Доктор аварийно приземлились в Англии 1666 года, где обнаружили Исаака Ньютона, сидевшего под яблоней, и случайно повлияли на ход времени, поменяв слово «гравитация» на «мавитация».
Далее ТАРДИС совершает аварийную посадку уже на космическом корабле. Почувствовав неизвестную опасность, машина времени дематериализовалась, оставив Доктора и Донну на корабле. Путешественник во времени и его спутница решили изучить обстановку и обнаружили, что корабль заброшен и находится на краю вселенной. Также они нашли робота, который медленно двигается по коридору.
В попытке завести космический корабль герои сталкиваются с неизвестными существами из-за пределов вселенной, которые пытаются копировать Доктора и Донну, причем с каждым разом у них это получается всё лучше и лучше. Позже Доктор и Донна приходят к выводу, что существа пытаются скопировать их личность, чтобы проникнуть внутрь вселенной. Героям стало известно, что за три года до этого капитан корабля начала переконфигурировать космическое судно в бомбу, установив очень медленный обратный отсчёт. Чтобы существа не смогли скопировать её личность и, таким образом, понять смысл её действий, капитан покончила с собой.
Доктор ускоряет обратный отсчёт, и ТАРДИС возвращается, позволяя героям спастись, оставив позади заминированный корабль и существ, которых уничтожает взрыв. Доктор и Донна возвращаются на аллею, с которой улетели, где встречают дедушку Донны Уилфреда, который сообщает путешественникам, что мир сошёл с ума и начался конец света.

## Производство
Сценарий серии написал шоураннер сериала Расселл Ти Дейвис. Режиссёром второго спецвыпуска стал Том Кингсли. Съёмки трёх спецвыпусков начались в мае и закончились в конце июля 2022 года.
Дэвид Теннант и Кэтрин Тейт вернулись в сериал на время спецвыпусков к 60-летию сериала в ролях Четырнадцатого Доктора и Донны Ноубл. Данная серия стала последним появлением Бернарда Криббинса в роли Уилфреда Мотта. Криббинс скончался в июле 2022 года. Серия официально посвящена его памяти. Натаниэль Кёртис появился в небольшой роли Исаака Ньютона.

## Показ и критика
| Агрегированные оценки            | Агрегированные оценки |
| Источник                         | Рейтинг               |
| -------------------------------- | --------------------- |
| Rotten Tomatoes (Tomatometer)    | 100 %                 |
| Rotten Tomatoes (средняя оценка) | 9,2/10                |
| Оценки критиков                  |                       |
| Источник                         | Рейтинг               |
| Empire                           | [ 7 ]                 |
| Evening Standard                 | [ 8 ]                 |
| i                                | [ 9 ]                 |
| Radio Times                      | [ 10 ]                |
| The Guardian                     | [ 11 ]                |
| The Independent                  | [ 12 ]                |
| The Telegraph                    | [ 13 ]                |
| The Times                        | [ 14 ]                |

### Показ
Премьера серии была 2 декабря 2023 года в качестве второго спецвыпуска 2023 года к 60-летию сериала.

### Рейтинги
Серия привлекла за вечер 4,83 миллионов телезрителей Великобритании и заняла третье место за день в стране после программ «Strictly Come Dancing» и «Я знаменитость, заберите меня отсюда!» Спустя неделю консолидированный рейтинг составил 7,14 миллионов зрителей, и серия заняла девятое место среди выпусков недели или третье место среди уникальных телепрограмм на британском телевидении после выпусков «Strictly Come Dancing» и «Я знаменитость, заберите меня отсюда!». Серия получила индекс оценки зрителей в 83 из 100.

### Критика
На сайте-агрегаторе рецензий Rotten Tomatoes 100 % из 16 критиков дали положительные отзывы со средней оценкой 9,2 из 10. Консенсус критиков на сайте гласит: «Серия «Дикая синяя даль» по-странному играет с формулой, однако попадает в точку как классическая история «Доктора Кто», и персонажам уделяется душевное внимание».
Майкл Хоган из «The Telegraph» дал спецвыпуску пять звёзд из пяти и назвал серию «мгновенной классикой». Луис Гриффин из «Radio Times» дала четыре из пяти и отметила, что Расселл Ти Дейвис «знает, как писать по-настоящему странную серию «Доктора Кто». Мартин Белам из «The Guardian» также поставил четыре звезды из пяти, назвав серию «безупречной».

## На других носителях

### На DVD и Blu-Ray
На DVD и Blu-Ray «Дикая синяя даль» вышла 18 декабря 2023 года вместе с остальными спецвыпусками к 60-летию «Доктора Кто».

### Новелизация
Известно, что в рамках цикла книг Target Collection готовится издание печатной версии эпизода под авторством Марка Морриса. Книга появится в продаже 11 января 2024 года.